# Cher Ndour
Pour les articles homonymes, voir Ndour.
Cher Ndour, né le 27 juillet 2004 à Brescia, est un footballeur italien qui évolue au poste de milieu de terrain à l'ACF Fiorentina.

## Biographie
Cher Ndour est né à Brescia, en Lombardie, d'un père sénégalais et d'une mère italienne,.

### Carrière en club

#### Débuts en Italie (2009-2020)
Cher Ndour a fait ses premiers pas avec le club amateur de San Giacomo, avant d'intégrer le centre de formation de Brescia à l'âge de 5 ans, puis celui de l'Atalanta à 9 ans.
Très tôt annoncé comme un des jeunes italiens les plus prometteurs de sa génération, il est suivi par de nombreux clubs à l'aube de ses 16 ans.

#### Arrivée au Portugal à Benfica (2020-2023)
En 2020, il rejoint finalement le Benfica Lisbonne où il signe son premier contrat professionnel pour une durée de 5 ans,,.
Le 2 mai 2021, il fait ses débuts professionnels avec le Benfica B en remplaçant Gonçalo Ramos à la 91e minute à l'occasion d'une victoire (2-0) en Liga Portugal 2 contre l'UD Oliveirense. Agé alors de 16 ans et 279 jours, il devient le plus jeune joueur de l'histoire du Benfica B, dépassant le record de João Félix.
La saison suivante, le jeune milieu s'impose comme un titulaire avec l'équipe de deuxième division, tout en s'illustrant avec les moins de 19 ans, notamment lors de l'UEFA Youth League, remportée par le Benfica: déjà buteur en poule contre le Bayern et Barcelone, l'italien s'illustre également en finale, buteur lors de la victoire contre le RB Salzburg,. Il est ensuite aussi titulaire pour la première Coupe intercontinentale des moins de 20 ans, remportée contre le Peñarol,,.
À l'été 2022, Cher Ndour fait partie de la liste de 100 puis 80 joueurs nommés pour le trophée de Golden Boy.
Le 18 mars 2023, il fait ses débuts en équipe première du Benfica, entrant en jeu lors du match de Championnat du Portugal contre le Vitoria Guimarães,. Il prend ainsi part au titre des siens, sacrés champions sur la dernière journée, après une lutte acharnée avec Porto.

#### Paris Saint-Germain et prêts (2023-2025)
Le 12 juillet 2023, son arrivée au club parisien avec un contrat de cinq ans est officialisée.
Très peu utilisé lors de la première partie de saison, il connait sa première titularisation avec le club parisien le 7 janvier 2024 lors des 32es de finale de la Coupe de France de football 2023-2024 contre l'US Revel et inscrit son premier but à l'occasion de la large victoire parisienne (9-0).

#### Fiorentina (2025-)
Le 3 février 2025, dernier jour du mercato hivernal, il quitte définitivement le PSG pour s'engager pour 4 ans à la Fiorentina

### Carrière en sélection
Cher Ndour est international italien en équipes de jeunes, s'imposant comme un cadre des sélections des moins de 15 puis de moins de 16 ans, notamment sous l'égide de l'ancienne internationale italienne Patrizia Panico,.
Il évolue en 2022 avec les moins de 20 ans,,.
En juin 2023, il est convoqué avec l'équipe d'Italie des moins de 19 ans pour participer au Championnat d'Europe des moins de 19 ans qui a lieu en juillet.
Après sa victoire face à l'Espagne (3-2), l'Italie atteint la finale de la compétition,, où elle s'impose 1-0 face au Portugal, son premier titre dans la catégorie en 20 ans,,,.

## Style de jeu
Milieu de terrain central, Cher Ndour est aussi capable d'évoluer plus haut dans un registre de milieu offensif ou attaquant de soutien.

## Palmarès
| Benfica Lisbonne - Liga Portugal (1) - Champion en 2023 - Campeonato Juniores (en) (1) - Champion en 2022 - UEFA Youth League (1) - Vainqueur en 2022 - Coupe intercontinentale junior (1) - Vainqueur en 2022 Paris Saint-Germain (1) - Ligue 1 (1) : - 2024 - Coupe de France de football (1) : - 2024 Italie -19 ans - Championnat d'Europe - Vainqueur en 2023 |

## Statistiques
| Saison                | Club                  | Championnat           | Championnat | Championnat | Championnat | Coupe(s) nationale(s) | Coupe(s) nationale(s) | Coupe(s) nationale(s) | Supercoupe | Supercoupe | Supercoupe | Compétition(s) continentale(s) | Compétition(s) continentale(s) | Compétition(s) continentale(s) | Compétition(s) continentale(s) | Total | Total | Total |
| Saison                | Club                  | Division              | M.          | B.          | P.d.        | M.                    | B.                    | P.d.                  | M.         | B.         | P.d.       | Comp.                          | M.                             | B.                             | P.d.                           | M.    | B.    | P.d.  |
| 2022-2023             | Benfica Lisbonne      | Primeira Liga         | 1           | 0           | 0           | -                     | -                     | -                     | -          | -          | -          | C1                             | 0                              | 0                              | 0                              | 1     | 0     | 0     |
| 2023-2024             | Paris Saint-Germain   | Ligue 1               | 3           | 0           | 0           | 1                     | 1                     | 0                     | -          | -          | -          | C1                             | -                              | -                              | -                              | 4     | 1     | 0     |
| 2023-2024             | SC Braga (prêt)       | Primeira Liga         | 9           | 1           | 0           | -                     | -                     | -                     | -          | -          | -          | C3                             | 2                              | 0                              | 0                              | 11    | 1     | 0     |
| 2024-2025             | Besiktas JK (prêt)    | SüperLig              | 12          | 1           | 2           | 1                     | 0                     | 0                     | -          | -          | -          | C3                             | 9                              | 0                              | 0                              | 22    | 1     | 2     |
| 2024-2025             | ACF Fiorentina        | Serie A               | 2           | 0           | 0           | -                     | -                     | -                     | -          | -          | -          | C4                             | -                              | -                              | -                              | 2     | 0     | 0     |
| Total sur la carrière | Total sur la carrière | Total sur la carrière | 27          | 2           | 2           | 2                     | 1                     | 0                     | -          | -          | -          | -                              | 11                             | 0                              | 0                              | 40    | 3     | 2     |